# 록하현
록하현(베트남어: Huyện Lộc Hà / 縣祿河)은 베트남 북중부 지방 하띤성의 현이다.

## 행정 구역
록하현은 2시진, 23사를 관할하고 있다.

### 시진
- 록하 시진 (Thị trấn Lộc Hà, 祿河市鎭)

### 사
- 빈안 사 (Xã Bình An, 平安社)
- 호도 사 (Xã Hộ Độ, 戶杜社)
- 홍록 사 (Xã Hồng Lộc, 鴻祿社)
- 익허우 사 (Xã Ích Hậu, 益厚社)
- 마이푸 사 (Xã Mai Phụ, 枚附社)
- 푸르우 사 (Xã Phù Lưu, 芙蒥社)
- 떤록 사 (Xã Tân Lộc, 新祿社)
- 탁쩌우 사 (Xã Thạch Châu, 石洲社)
- 탁낌 사 (Xã Thạch Kim, 石金社)
- 탁미 사 (Xã Thạch Mỹ, 石美社)
- 틴록 사 (Xã Thịnh Lộc, 盛祿社)